# Interceptor
|  | Per a altres significats, vegeu «Interceptor (pel·lícula)». |

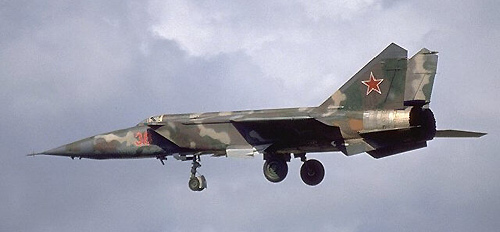
El MiG-25 era un interceptor soviètic, capaç d'arribar a Mach 3.

Un interceptor és un tipus de caça dissenyat específicament per interceptar i destruir avions enemics, particularment bombarders, usualment emprant una alta velocitat. Aquests aparells van ser creats en un període que va començar just abans de la Segona Guerra Mundial, i va durar fins al final de la dècada del 1960, quan van perdre el seu objectiu en atorgar-se el paper de bombardeig estratègic als MBI.

## Prestacions
L'interceptor ideal ha de posseir dues característiques fonamentals:
- Ser molt ràpid.
- Tenir un armament contundent.

Pel que fa a l'autonomia, pot ser augmentada mitjançant l'ús de tancs auxiliars de combustible.
La dotació aviònica ha de ser completa i integrada:
- Radar multifunció (navegació, atac, vigilància).
- Contramesures i comptables contramesures electròniques.

### Armament
L'armament d'un caça interceptor en el passat (fins a mitjans del segle xx) el constituïen metralladores i canons de petit calibre. Actualment, el combat aeri no es desenvolupa a curta distància i cal, un cop localitzat en el radar de bord, abatre l'avió enemic mitjançant míssils aire-aire. Els canons i metralladores han estat relegats per a aquesta missió, però segueixen en la dotació dels caça bombarders.

## Història

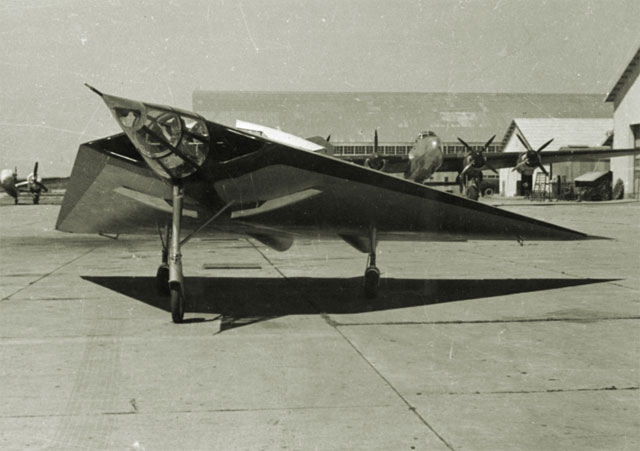
I.Ae. 37

Exemples d'avions interceptors segons l'època:
| Època                 | País           | Nom                          |
| --------------------- | -------------- | ---------------------------- |
| Segona Guerra Mundial | Alemanya nazi  | Messerschmitt Me 163         |
| Anys 50-60            | Estats Units   | Lockheed F-104 Starfighter   |
| Anys 50-60            | Unió Soviètica | Sukhoi Su-15                 |
| Anys 70               | Unió Soviètica | Mikoian-Gurévitx MiG-25      |
| Anys 70               | Estats Units   | Grumman F-14 Tomcat          |
| Anys 70               | França         | Mirage III                   |
| Anys 70-80            | Estats Units   | McDonnell Douglas F-15 Eagle |
| Anys 80               | Unió Europea   | Panavia Tornado ADV          |
| Anys 80               | Unió Soviètica | Mikoian MiG-31               |

## Disseny
Hi ha dos tipus d'interceptors, segons s'emfatitzin diferents aspectes de rendiment. Ambdós tipus sacrifiquen capacitat de superioritat aèria en combat amb caces purs. Els interceptors solen semblar molt impressionants, sent capaços de superar en velocitat, grimpada i armament a un caça convencional, però no en combat tancat. En la dècada del 1970 la seva utilitat es va veure superposada a la dels caces pesants de superioritat aèria.

### Defensa puntual
Aquests interceptors, normalment de disseny europeu, estaven dissenyats per defensar objectius específics. El seu objectiu era grimpar ràpidament, destruir els bombarders que s'aproximen, i aterrar. Un exemple extrem és l'alemany Bachem Ba 349, propulsat per coets.
Exemples d'interceptors de defensa puntual:
- Messerschmitt Me 163
- English Electric Lightning
- Saab Draken
- Saab Viggen (variant JA 37)
- MiG-21
- F-104 Starfighter

### Defensa de zona

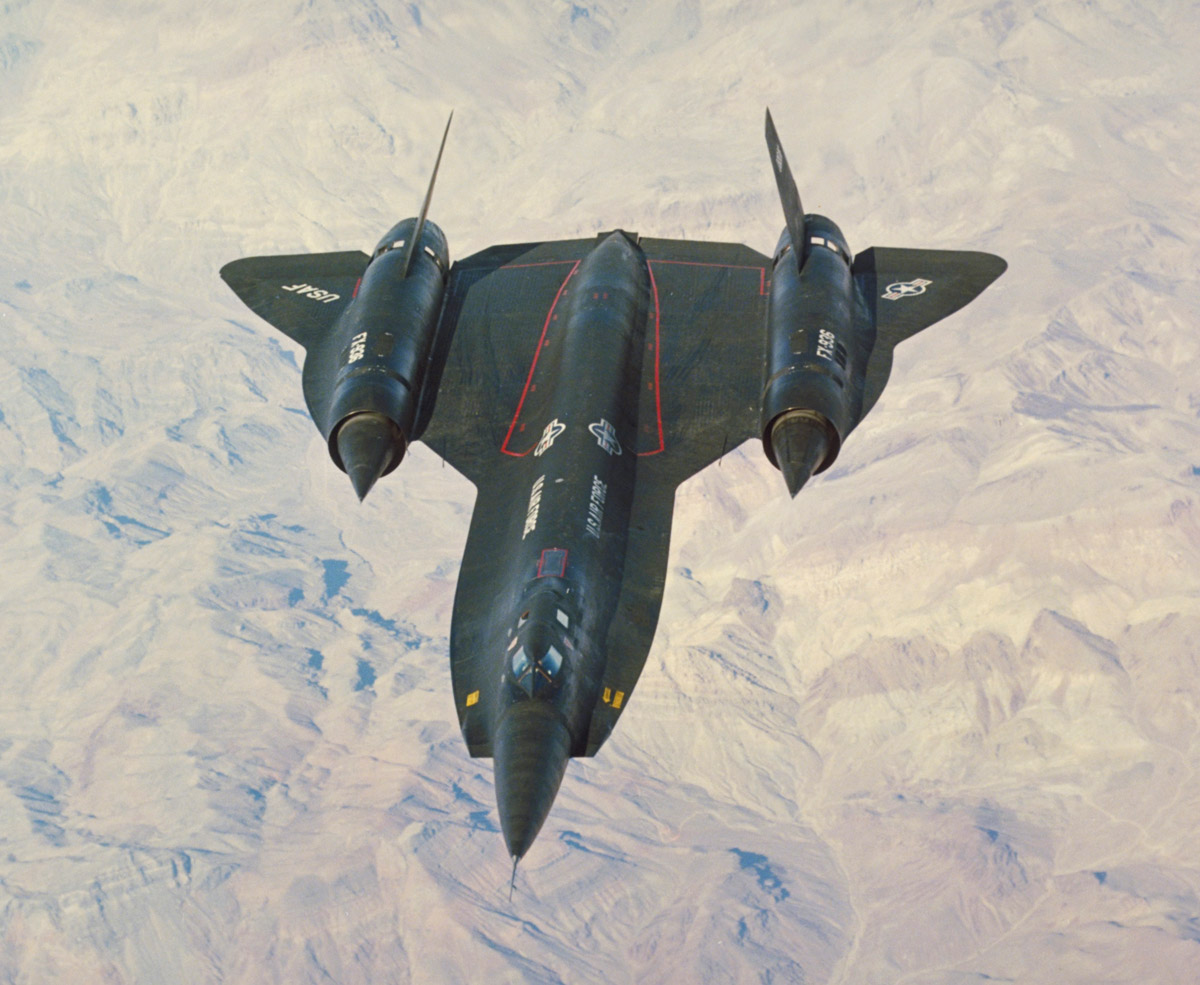
El Lockheed YF-12 va ser un prototip de interceptor que va constituir la base per al SR-71 Blackbird.

Aquest tipus d'interceptor era més usual de les forces aèries dels Estats Units i la Unió Soviètica. El seu objectiu era defensar una extensa àrea de territori davant d'atacs. El seu disseny emfatitzava l'abast, càrrega bèl·lica de míssils i qualitat del radar, més que acceleració o grimpada. Usualment s'armaven amb míssils de curt i mig abast, i no solien tenir capacitat de càrrega de bombes.
Exemples d'interceptors de defensa de zona
- F-101B Voodoo
- F-102 Delta Dagger
- F-106 Delta Dart
- F-14 Tomcat
- Avro CF-100
- Avro Arrow
- Panavia Tornado
- MiG-25
- MiG-31
- Sukhoi Su-15
- Tupolev Tu-28
- Iàkovlev Iak-28
- Lockheed YF-12